# Huile essentielle de lavande de Haute-Provence AOC
L'huile essentielle de lavande de Haute-Provence est protégée par une AOC depuis le 18 décembre 1981 et par une IGP depuis  le 12 juin 1996.

## Histoire de la lavande en Haute Provence

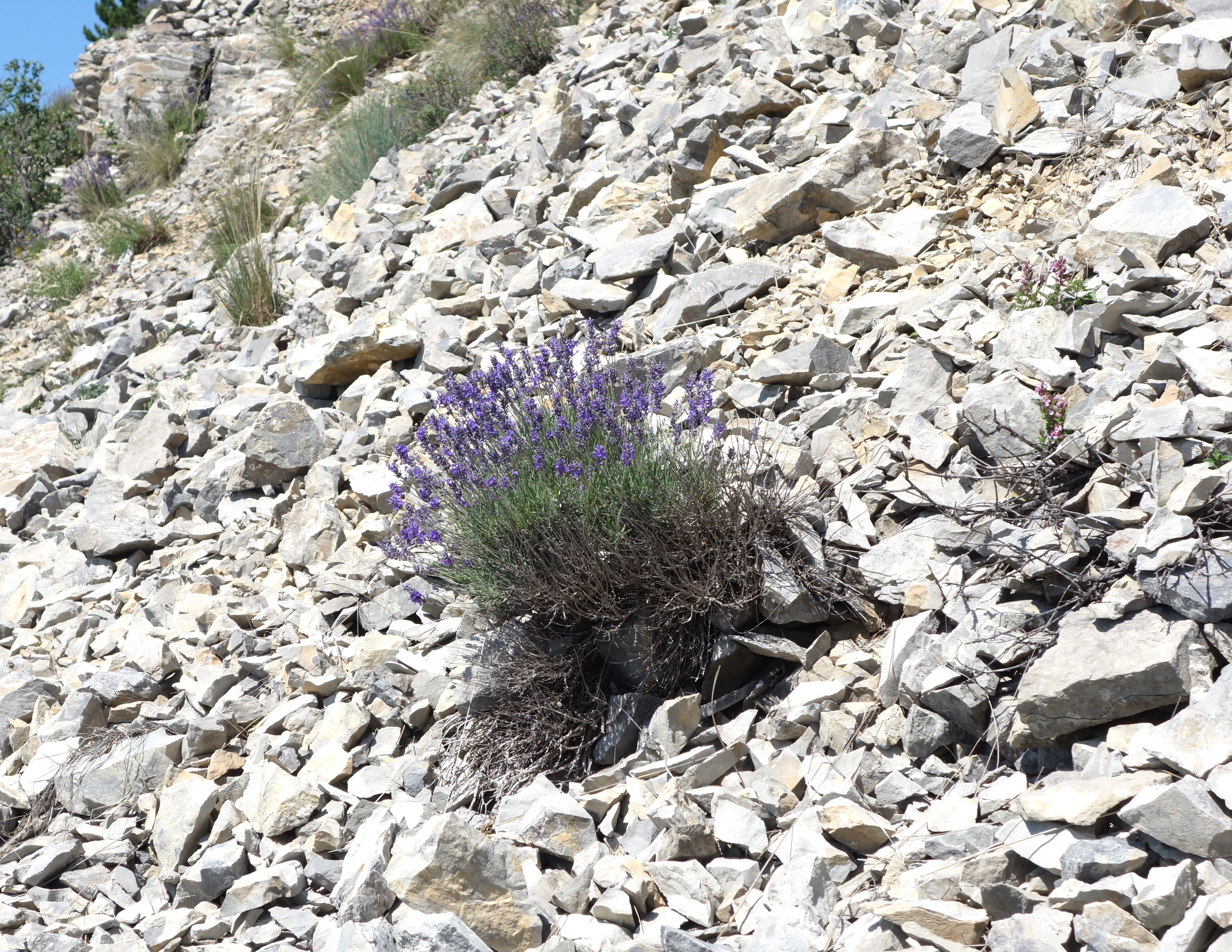
Plant de lavande sauvage dans un éboulis calcaire aux environs de 1550 mètres d'altitude, dans la montagne de Lure

La lavande est une plante indigène en Haute Provence et elle y est cueillie à l'état sauvage pour ses qualités prophylactiques et odorantes depuis des siècles. D'une cueillette familiale, elle passa dès le XVIIe siècle mais surtout au XVIIIe siècle à une récolte systématique de la part des marchands droguistes basés à Saint-Étienne-les-Orgues qui en firent commerce à travers toute l'Europe. Actuellement la montagne de Lure et le plateau d'Albion sont le premier bassin producteur en France et les communes y représentent 70 % des surfaces de lavande plantées dans les Alpes-de-Haute-Provence. Cette culture est devenue la base fondamentale de l'économie agricole de cette petite région.

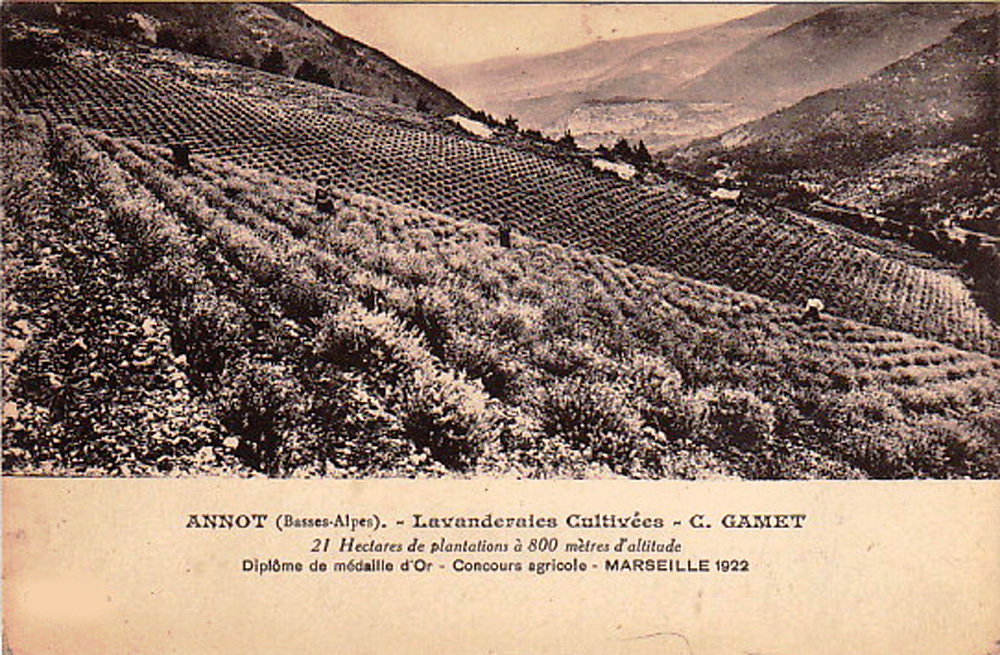
Premières lavanderaies cultivées à Annot en 1920

Dans la réalité, on distingue la lavande vraie ou fine (Lavandula angustifolia) qui pousse à l'état sauvage entre 1 400 et 1 600 mètres d'altitude, ce qui correspond aux altitudes hautes des communes situées entre Cruis et Ferrassières, du lavandin (hybride de Lavandula latifolia et de Lavandula angustifolia) qui trouve son terrain de prédilection jusqu'à 700 mètres d'altitude, ce qui convient aux parties inférieures des communes de Banon, Ongles et Saint-Étienne. La mise en culture de ces deux variétés s'est faite au cours des années 1890, pour répondre à une forte demande d'huiles essentielles. La Première Guerre mondiale, cause de la raréfaction de main d'œuvre, conduit à l'abandon définitif de la cueillette de lavande sauvage pour privilégier celle de la lavande cultivée.
D'autant que les prix du marché s'envolent. Le kilo de fleurs passe de 12 francs, en 1902, à 40 francs en 1914, puis de 50 francs, en 1921 pour atteindre 315 francs en 1926. S'il s'effondre au cours de la crise de 1929, il repart à la hausse dès 1932, avec 85 F/kg pour atteindre, dix ans plus tard, en francs constants, 3 000 F/kg. Une telle manne induit à la fois les débuts de la mécanisation de cette culture et la concentration des distilleries.

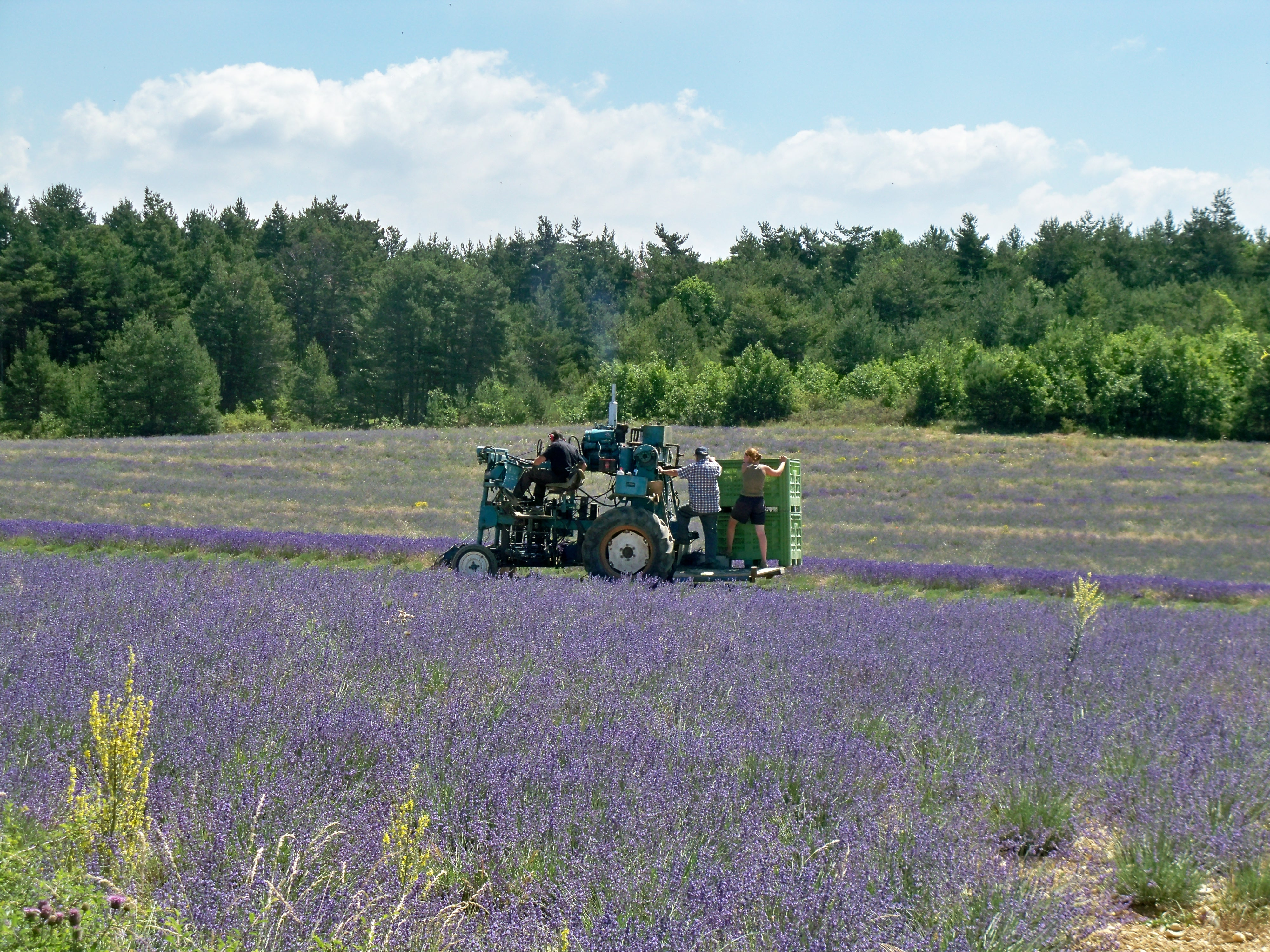
Récolte mécanique de la lavande (plateau d'Albion)
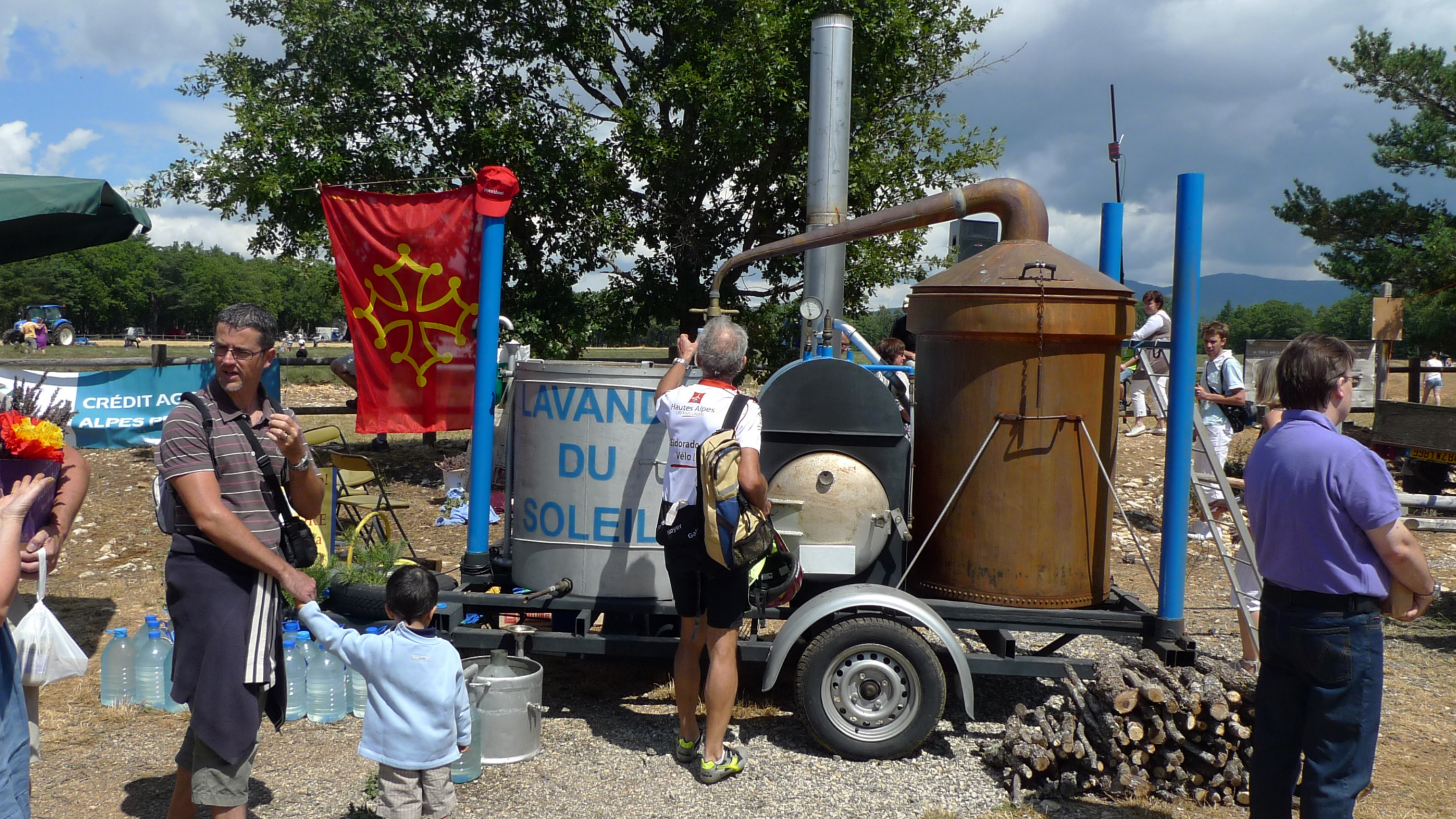
Distillerie ambulante sur le marché de Sault
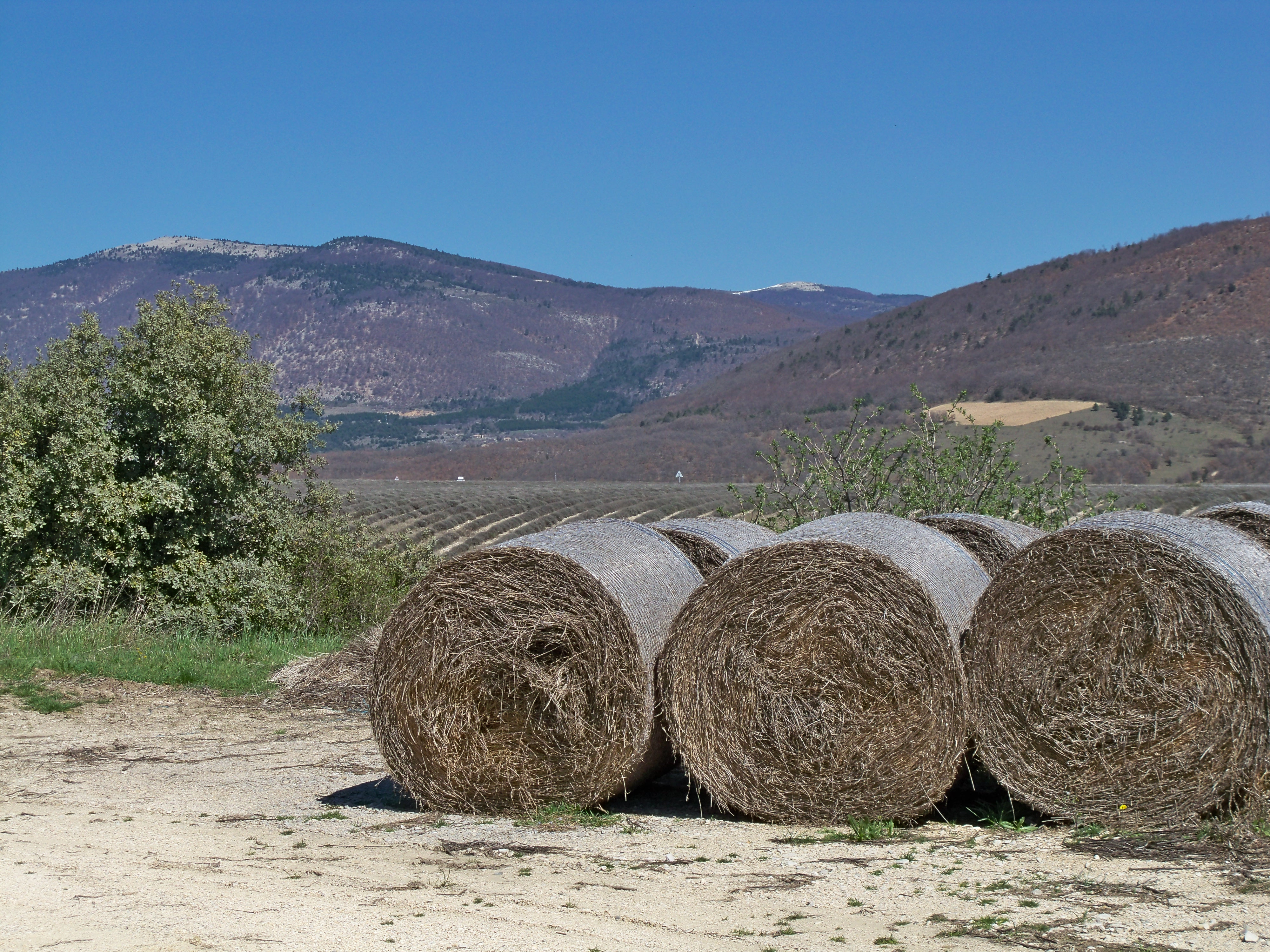
Chaumes de lavande, résidu de la distillation à La Rochegiron

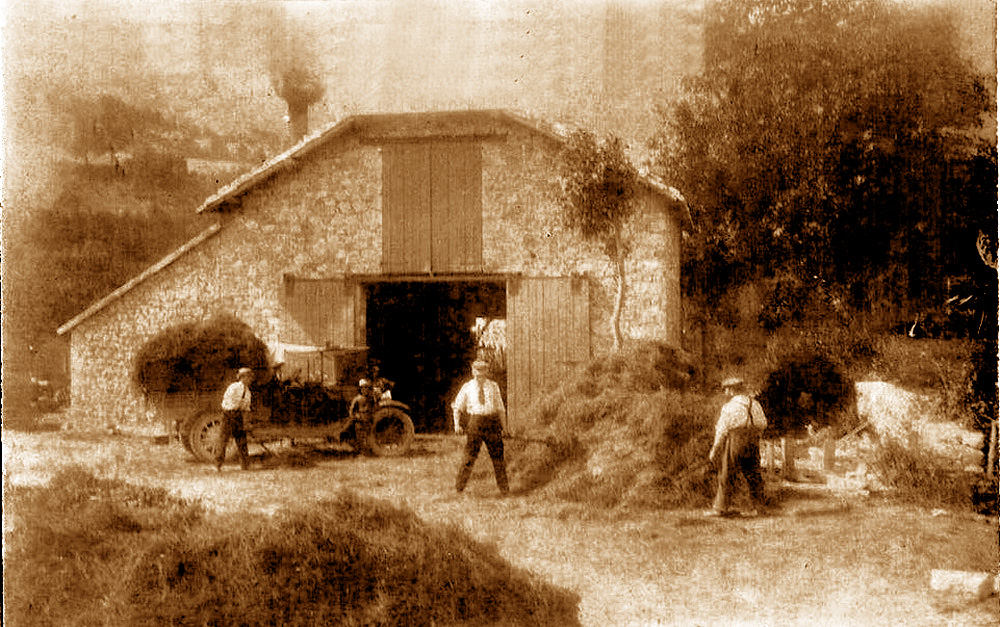
Distillerie de lavande à Aubignosc dans les années 1920

Celle-ci est le fait des gros propriétaires-distillateurs qui rachètent les petites distilleries pour les fermer afin de maîtriser les prix, ce qu'ils réussissent complètement en se faisant courtiers et en imposant aux petits et moyens producteurs les cours en fonction des besoins des parfumeurs de Grasse. Dans le même temps, la mécanisation de la culture s'impose définitivement avec l'apparition de la première machine à récolter dès 1952. En moins d'un demi-siècle ses perfectionnements successifs vont lui permettre de réaliser en une journée le travail de 20 à 30 manuels et de faire diminuer le prix de récolte à l'hectare de 30 à 40 %. Cela va avoir comme conséquence de faire délaisser par certaines communes cette spéculation puisque désormais la production ne touche plus que la partie méridionale de la montagne de Lure à partir des années 1980.
L'apparition, dès le début du XXIe siècle de la sauge sclarée complète le panel des plantes à parfum et leur culture passe de 2 439 hectares, en 1979, à 2 986 hectares en 2000. Tandis que le nombre d'exploitations, dans la même période, suit une courbe inverse, passant de 249 à 132. Depuis l'huile essentielle de lavande de Haute-Provence est protégée par une AOC depuis le 18 décembre 1981 et par une IGP depuis le 12 juin 1996.

## Objectif de l'appellation
Cette protection a été mise en place « pour lutter contre les importations des pays de l'Est et pour se démarquer des lavandes clonales ». Elle s'étend sur 800 000 hectares, concerne 26 distillateurs et négociants ainsi que 69 lavandiculteurs exploitant 2 000 hectares et produisant 20 tonnes de produit distillé.

## Zone de production
Elle concerne 284 communes répartie sur quatre départements (Alpes-de-Haute-Provence, Hautes-Alpes, Drôme et Vaucluse). Les zones où se concentre cette activité sont le Plateau d'Albion (Vaucluse et Alpes-de-Haute-Provence), les Baronnies, le Diois (Drôme) et le Rosannais (Hautes-Alpes).

## Conditions de production
Pour avoir droit à l'appellation, le cahier des charges impose que l'huile essentielle doit provenir de la seule distillation à la vapeur d'eau des sommités fleuries de lavandula angustifolia P. Miller. De plus, cette lavande vraie doit être cultivée en population, donc sans sélection clonale. Les champs de lavande doivent être situé à une altitude minimale de 800 mètres avec une dérogation à 600 mètres pour le Diois. Sur cette zone de production, les sols sont calcaires et marno-calcaires et reposent sur des assises du crétacé et du jurassique. Le climat est de type méditerranéen d'altitude mais devient plus continental dans le Diois. Le rendement maximum est de 25 kilos d'essence à l'hectare.

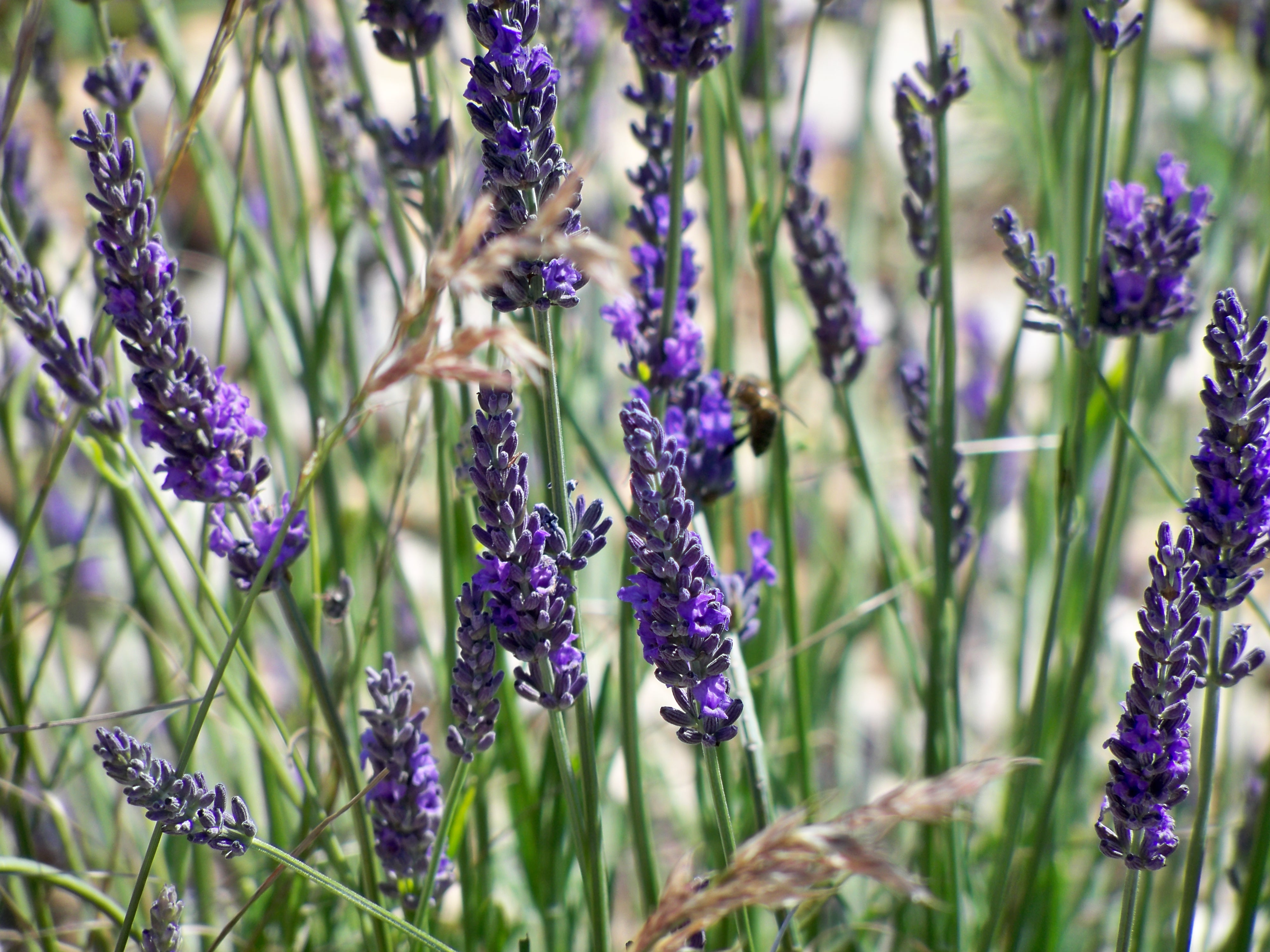
Fleurs de lavande à Banon
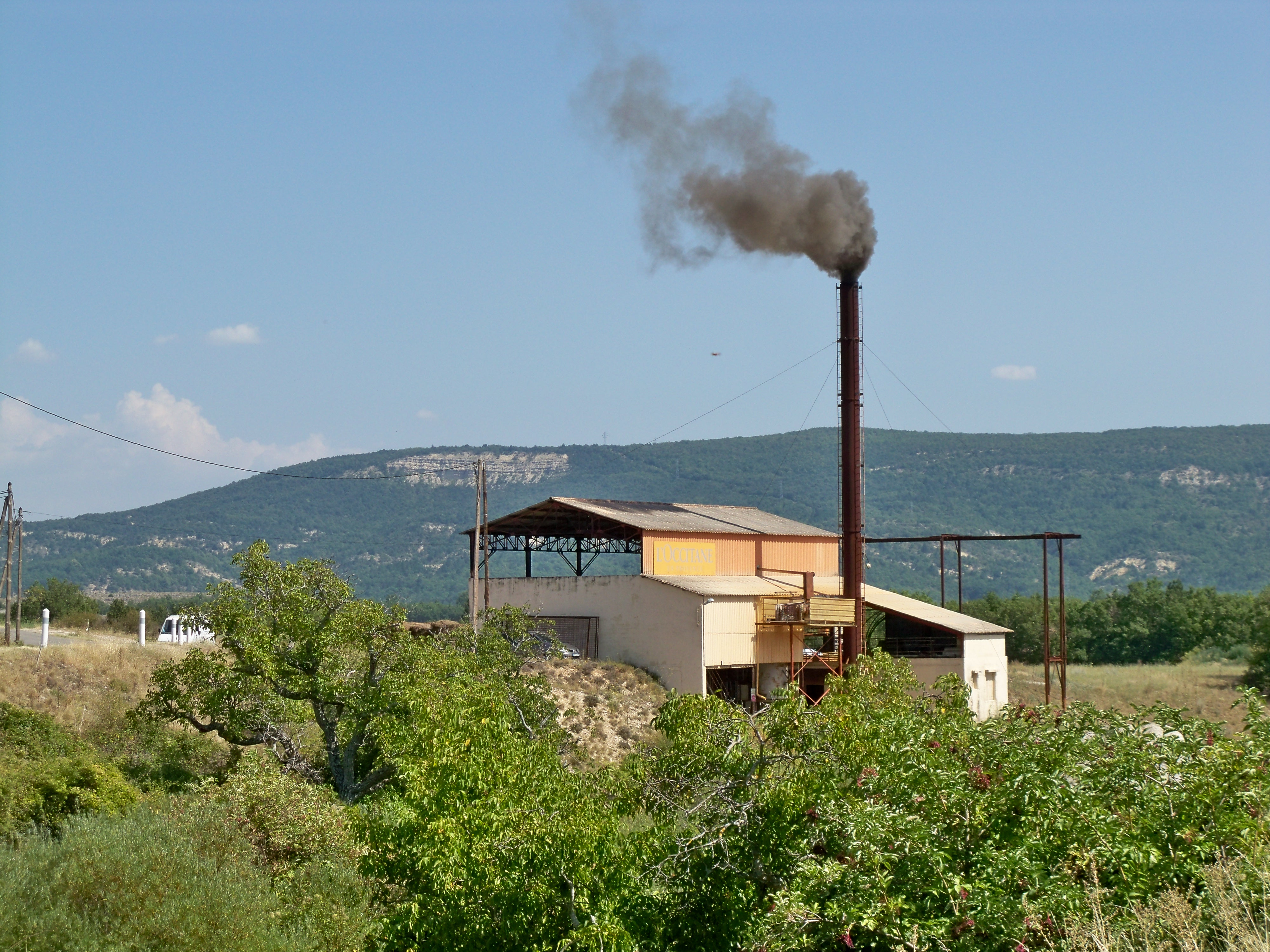
Distillerie de lavande en activité au Rocher d'Ongles
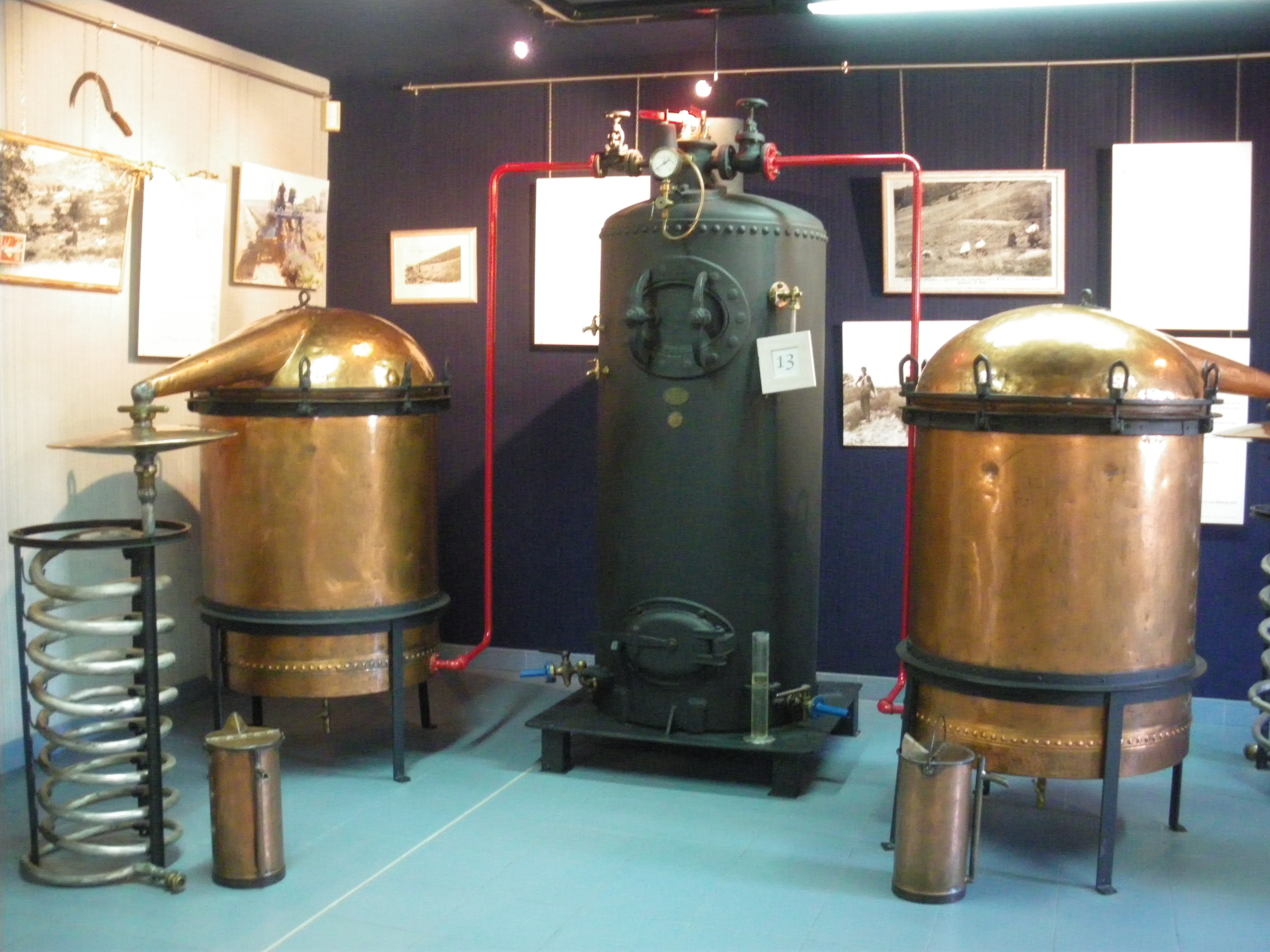
Alambics pour la distillation (musée de la lavande à Coustellet)